# 1522年
| 千纪： | 2千纪 |
| 世纪： | 15世纪 \| 16世纪 \| 17世纪                                                                                 |
| 年代： | 1490年代 \| 1500年代 \| 1510年代 \| 1520年代 \| 1530年代 \| 1540年代 \| 1550年代                           |
| 年份： | 1517年 \| 1518年 \| 1519年 \| 1520年 \| 1521年 \| 1522年 \| 1523年 \| 1524年 \| 1525年 \| 1526年 \| 1527年 |
| 纪年： | 壬午年（马年）；明嘉靖元年；越南光紹七年，統元元年；日本大永二年                                           |

## 大事记
- 明朝水師在西草灣之戰戰勝葡萄牙武裝商船。
- 科尔蒂斯征服了今天的洪都拉斯和危地马拉。
- 西班牙在墨西哥城建立新西班牙總督轄區。
- 西班牙在南美洲的第一个殖民地在委内瑞拉建立。
- 蘇萊曼一世親率奧斯曼帝國軍隊圍攻羅得島，在數月的圍攻下擊敗統治當地216年的聖約翰騎士團，獲得東地中海的制海權。
- 5月20日——神聖羅馬帝國從法國手中奪回熱那亞做為附庸國。
- 9月6日——麥哲倫船隊中的維多利亞號在胡安·埃尔卡诺率領下完成繞行地球一圈，返回西班牙塞維亞。

## 出生
- 米赫丽玛苏丹
- 三好长庆
- 柴田胜家

## 逝世
- 12月5日——孝惠皇后邵氏，大明第9位皇帝（明憲宗朱見深）的貴妃。
- 王华
- 袁宗皋
- 章懋
- 鬼虎